# بروکز (اورگن)
بروکز (به انگلیسی: Brooks) یک منطقهٔ مسکونی در ایالات متحده آمریکا است که در شهرستان ماریون، اورگن واقع شده‌است. بروکز ۱٫۳ کیلومتر مربع مساحت و ۳۹۸ نفر جمعیت دارد و ۵۶ متر بالاتر از سطح دریا واقع شده‌است.